# Роулз, Джимми
Джеймс Джордж Хантер (англ. James George Hunter; 19 августа 1918[…], Спокан, Вашингтон — 28 мая 1996[…], Лос-Анджелес, Калифорния), профессионально известный как Джимми Роулз (англ. Jimmy Rowles), — американский джазовый пианист и композитор.
Работал с такими музыкантами как Лестер Янг, Бенни Гудмен, Вуди Герман, Лес Браун, Томми Дорси и Тони Беннетт, а также в качестве студийного музыканта. Работал и как аккомпаниатор. В 1950-х и 1960-х годах он часто играл с Билли Холидей и Пегги Ли. С Сарой Воан записал пластинку Sarah Vaughan with the Jimmy Rowles Quintet (1975) и аккомпанировал Кармен Макрей на её концертном альбоме 1972 года The Great American Songbook. Макрей описала Роулза как «парня, с которым каждая девушка-певица в здравом уме хотела бы поработать». В 1980-х годах он сменил Пола Смита на посту аккомпаниатора Эллы Фицджеральд. Роулз появился в 1982 году в последнем сотрудничестве Фицджеральд с Нельсоном Риддлом, The Best Is Yet to Come. Его песня «Baby, Don’t You Quit Now», написанная совместно с Джонни Мерсером, была записана на её последнем альбоме, All That Jazz, выпущенном в 1989 году. В 1983 году Роулз работал с Дайаной Кролл. Он развил её игровые способности и побудил добавить пение в свой репертуар.
Пятикратный номинант на премию «Грэмми».